# どうぶつ通り夢ランド
どうぶつ通り夢ランド（どうぶつどおりゆめランド）は、1986年9月21日から1987年3月22日まで、テレビ朝日系列で毎週日曜20:00 - 20:54（JST）に全25話が放送された、国際放映制作のテレビドラマ。

## あらすじ
東京の郊外にある動物センター「夢ランド」。傷病動物の治療からペットに関する悩み・揉め事の相談や事件まで、何でも引き受けるこの場所を舞台に展開される所員たちの奮戦記。

## 概要
前番組『私鉄沿線97分署』でも見られた地域密着路線を継承しつつ、本作品ではペットや動物にまつわる様々なトラブルの解決に務める専門家たちの活躍が描かれており、同作品までの刑事ドラマ路線とは趣を異としている。一方で、制作・撮影には『97分署』と同様に、石原プロモーションのスタッフも参加し、一部の出演者も同作品からスライド出演している他、プレハブ造りの動物センターの建物など、やはり同作品を踏襲した要素も散見される。また、ロケ地はあざみ野駅近くにある山内地区センター付近の造成地で、東急田園都市線の電車と付近に所在する東急百貨店たまプラーザ店の看板が映ることもあった。
実現には至らなかったものの、脚本として参加した長坂秀佳は作中にカバを登場させたかったことを、放送当時雑誌のインタビューにて明かしている。この構想が実現した場合、「小学生が朝登校すると、プールになぜかカバが泳いでいる」というシーンを撮影する予定だった。

## 出演者
夢ランド関係者
- 草岡勇平：古谷一行 - 動物センター「夢ランド」所長（創設者）で獣医。従業員からはセンター長を略して『セン長』と呼ばれている。
- 猪狩琢磨：小西博之 - 飼育技師。
- 谷敷菜々子：沖直美 - 獣医。
- 泉名旭：石野陽子 - 動物相談員。
- ロバート・エジソン: ケント・ギルバート - 動物カメラマン。
- 小早川吉宗：嶋大輔 - カメラ助手（役名表記は無い）。
- 納田健吉：蟹江敬三 - 動物センター「夢ランド」副所長兼事務長。草岡の親友。
- 門馬稜介：三田村邦彦 - 動物研究家。
- 只野八五郎：嵯峨周平 - 運転手。

クレープ屋三人娘
- 南康代：雪絵ゆき - あだ名は「ゲラ子」。
- 青木よし子：寺戸千恵美 - あだ名は「メソ子」。
- 水野はるえ：橋本早苗 - あだ名は「プリ子」。

その他
- 小早川きん子：野村昭子 - 吉宗の母で、大地主（役名表記は無い）。
- 沢田けい子：松尾理奈
- 沢田みどり：加藤慧美

## 放送日程
| 放送回 | 放送日         | サブタイトル                                          | 脚本              | 監督       | ゲスト |
| ------ | -------------- | ----------------------------------------------------- | ----------------- | ---------- | --- |
| 1      | 1986年09月21日 | 象が逃げてSOS!                                        | 長坂秀佳          | 山本迪夫   | 車だん吉、皆川鉄也、うえずみのる、町田幸夫、青柳文太郎、宇佐美多恵子、大脇光枝、杉山裕紀 |
| 2      | 9月28日        | 拒食症の子犬を救え!                                   | 峯尾基三          | 山本迪夫   | 津田京子、長慶子、冨山ゆかり、里木佐甫良、稲川善一、丸岡奨詞、坂井寿美江、白石珠江、大友町子、伊尾知隆吉、井上三千男、五十嵐五十鈴、太地琴恵、伊倉一恵、野川ひとみ、平岩優香、吉田和美、大島和範、値賀忠士、太田行雄 |
| 3      | 10月05日       | アライグマの贈り物!?                                  | 長坂秀佳          | 新津左兵   | 榊原るみ、速水亮、武田優子、谷村慶子、松井仁美 |
| 4      | 10月12日       | 危機イッパツ! 子猫ちゃん                              | 広井由美子        | 新津左兵   | 植木等、城戸真亜子、原田千枝子、中原有弥子 |
| 5      | 10月19日       | 落ちこぼれイルカの恋                                  | 古田求            | 吉田啓一郎 | 森尾由美、左右田一平、石井富子、長江英和、浅賀誠子 |
| 6      | 11月02日       | 助けたカメは100万円?!                                 | 渡辺千明          | 山本迪夫   | 高品格、水原英子、高山千草、泉よし子、植田真美、神長ひとみ、松下彰、塚原靖章、森義勝 |
| 7      | 11月09日       | 象の赤ちゃんサファリで誕生!                           | 古田求            | 吉田啓一郎 | 下條アトム、狩野勝行、中丸新将、小川乃り子 |
| 8      | 11月23日       | アフリカから来た恋人志願!                             | 橋本以蔵          | 吉田啓一郎 | 風祭ゆき、稲吉靖司、鈴木克久、田村友里江、真田知幸、テリー・オブライエン |
| 9      | 11月30日       | ハートのサインが見えますか？                          | 長坂秀佳          | 吉田啓一郎 | 坂上忍、三谷昇、中島葵、小野さやか、徳江一裕、橘知子 |
| 10     | 12月07日       | 二人だけで愛の告白?!                                  | 峯尾基三          | 辻理       | 久保田民絵、立花房子、小沢寿美恵、神藤一弘、村上雅俊、下川久美子、吉田幸紘、小谷野肇、竹村叔子、高杉哲平、北村総一朗、稲垣昭三                                                                                       |
| 11     | 12月14日       | 美女がセンターにやって来た!                           | 山田隆司 丸尾みほ | 辻理       | 芦川よしみ、伊沢一郎、福原学、宇乃壬麻、三上剛仙、麻ミナ |
| 12     | 12月21日       | クリスマスの夜 白いラマに乗って                       | 山田隆司          | 和泉聖治   | 島かおり、小川知子、ホキ徳田、森義勝、落合祐二郎、中丸優子 |
| 13     | 12月28日       | 婚約解消!? 女医がセンターをやめる!                    | 原田菜穂子        | 新津左兵   | 高橋ひとみ、横山道代、藤井章人、野川ひとみ、有馬光貴、篠田勝夫 |
| 14     | 1987年01月04日 | 正月休みは牧場で! W出産、男2人の珍プレー好プレー      | 峯尾基三          | 長谷部安春 | 小野武彦、三好美智子、辻三太郎、中野慎、岡本和也、橋本巧、イルカ、石川秀美 |
| 15     | 1月11日        | 痛快! 押しかけ女房は女子大生!                         | 古田求            | 長谷部安春 | 甲斐智枝美、堀広道、長谷部香苗、湊亜矢子、佐藤弘子、吉岡里美 |
| 16     | 1月18日        | ジャジャ馬ならし 必死の訓練泣き笑い!                  | 桃井章            | 吉田啓一郎 | 久保田篤、森下哲夫、深作覚 |
| 17     | 1月25日        | セン長に別れた妻がいた!                               | 桃井章            | 吉田啓一郎 | 本阿弥周子、矢野いづみ、矢崎直美、本名陽子、石崎文也、佐藤千明 |
| 18     | 2月01日        | 野良猫キティはシンデレラ？                            | 酒井あきよし      | 杉村六郎   | 初井言榮、草薙幸二郎、堀永子、大谷淳、大和撫子、紅理子、菅原慎予、阪上和子、吉本選江、沖田泰子 |
| 19     | 2月08日        | 猫は知っていた! 少女の秘密                            | 桃井章            | 日高武治   | 奈美悦子、樋浦勉、関口めぐみ、山下千尋、望月太郎 |
| 20     | 2月15日        | タヌキもびっくり! 女医のお見合い騒動                  | 安斎あゆ子        | 杉村六郎   | 南条弘二、岩瀬威司、松本友里子、白浜健三 |
| 21     | 2月22日        | 手術ミス!? 女医が一人立ちする時                       | 酒井あきよし      | 日高武治   | 北島マヤ、広瀬昌助、川島美津子、石上大輔 |
| 22     | 3月01日        | 白衣とセーラー服、愛をめぐる姉妹の女のたたかい        | 安斎あゆ子        | 吉田啓一郎 | 相楽ハル子、稲川善一、高橋美奈子、森田智子 |
| 23     | 3月08日        | さよなら恋人! さらば仲間達よ! 男は別れに涙を見せない! | 安斎あゆ子        | 吉田啓一郎 | 芦川よしみ、奥村正、後藤正人、板倉佳司、新富重夫 |
| 24     | 3月15日        | 初恋は野性の味! 失恋は愛のあかし センターは今、恋模様 | 桃井章            | 辻理       | 平沢智子、大杉漣、中村まり子、熊倉由美 |
| 25     | 3月22日        | さよならセン長! 別れた妻が再婚する!                   | 桃井章            | 辻理       | 本阿弥周子、水島涼太、田島加奈子、本名陽子、木曽秋一、佐賀智子 |

## テーマ曲
毎回のオープニングタイトル冒頭では、出演者が実在する小学校などを訪問し、一般児童らとともに現地で飼育されている動物と触れ合う様子も挿入された。
- オープニング・テーマ：「どうぶつ通り夢ランド」イルカ
- エンディング・テーマ：「海のゆりかご」イルカ

## スタッフ
- プロデューサー：五十嵐文郎、加藤守啓（テレビ朝日）、古屋克征、森川一雄（国際放映）
- 脚本：長坂秀佳、峯尾基三、広井由美子、山田隆司、桃井章、丸尾みほ、酒井あきよし 、安斎あゆ子、古田求、渡辺千明、橋本以蔵、原田菜緒子
- 監督：山本迪夫、吉田啓一郎、新津左兵、長谷部安春、和泉聖治、辻理 、新津左兵、杉村六郎、日高武治
- 音楽：イルカ、森一美
- 音楽コーディネーター：田村進一郎
- 録音：佐藤泰博（石原プロモーション）
- 編集：原桂一
- 制作主任：浅野謙治郎（石原プロモーション）
- 整音：黒丸治夫
- 選曲：長沼寛
- 効果：小島良雄（東洋音響）
- 現像：IMAGICA
- 協力：湘南動物プロダクション
- 制作協力：石原プロモーション、東急エージェンシー（ノンクレジット）
- 制作：テレビ朝日、国際放映